# 올랜도 매직
올랜도 매직(영어: Orlando Magic)는 미국 플로리다주 올랜도를 연고지로 하는 NBA 동부 콘퍼런스 사우스이스트 디비전에 소속된 프로 농구팀이다. 두 차례 NBA 파이널에 진출했지만 모두 준우승에 만족해야 했다.
첫 번째 NBA 파이널에 진출한 것은 1995년이다. 샤킬 오닐과 앤퍼니 하더웨이 콤비로 동부결승에서 레지 밀러가 이끄는 인디애나 페이서스를 물리치고, NBA 파이널에 진출했지만 하킴 올라주원과 클라이드 드렉슬러가 이끄는 휴스턴 로키츠에게 4전 전패를 당했다.
두 번째 NBA 파이널 진출은 2009년있었다. 이번에는 드와이트 하워드와 라샤드 루이스 콤비로 나셨지만, 코비 브라이언트가 이끄는 로스앤젤레스 레이커스에 4승 1패로 패했다. 하지만 구단 역사상 처음으로 NBA 파이널에서 1승을 추가했다.

## 역대 홈경기장

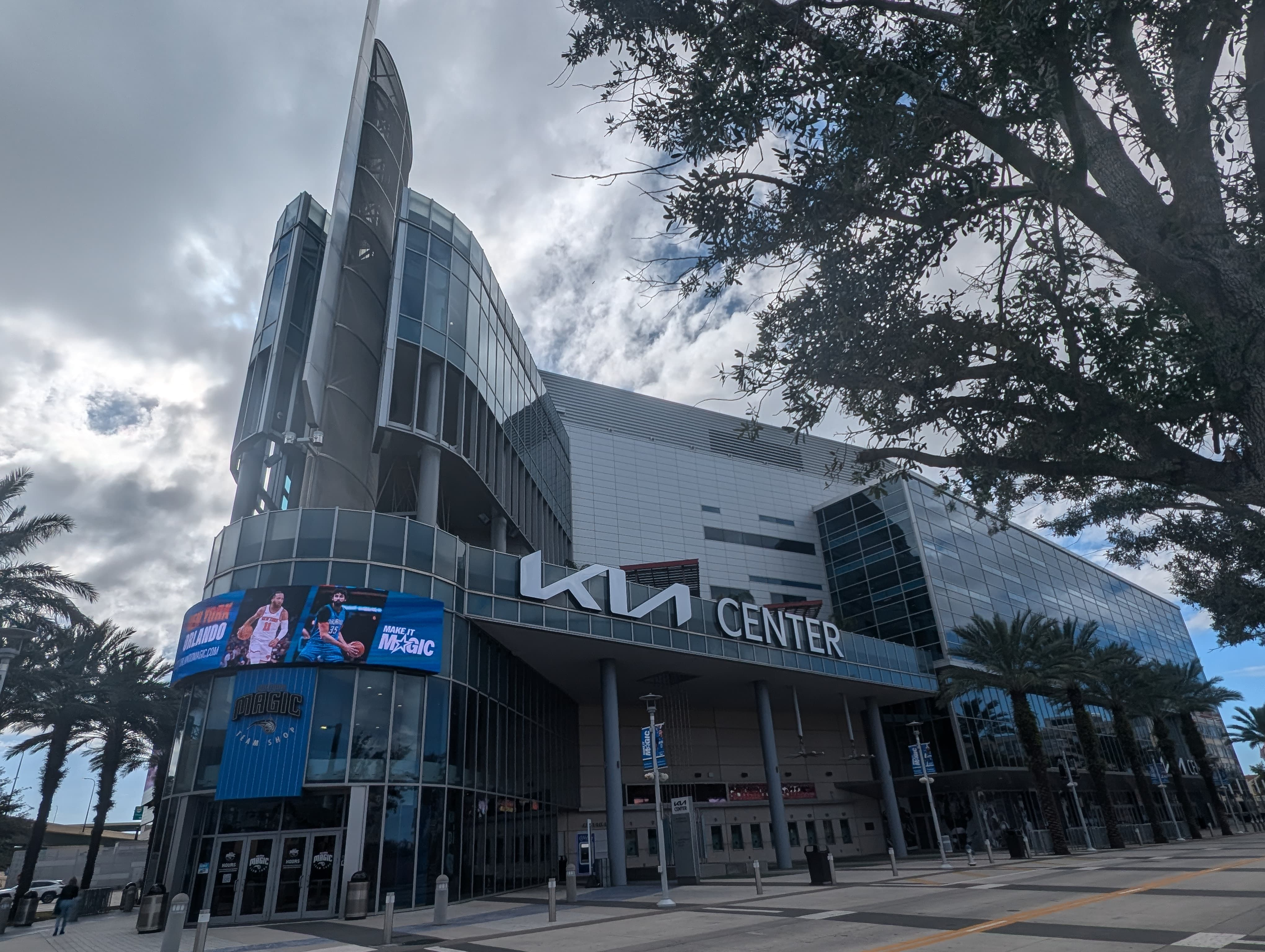
올랜도 매직의 홈경기장인 KIA 센터

| 경기장        | 사용기간      | 수용인원 | 장소              | 비고                                                                                         |
| ------------- | ------------- | -------- | ----------------- | -------------------------------------------------------------------------------------------- |
| 올랜도 매직   |               |          |                   |                                                                                              |
| 암웨이 아레나 | 1989년~2010년 | 17,283명 | 플로리다주 올랜도 | 올랜도 아레나 (1989년~2000년) TD 워터하우스센터 (2000년~2006년) 더 아레나 인 올랜도 (2006년) |
| KIA 센터      | 2010년~현재   | 18,846명 | 플로리다주 올랜도 | 암웨이 센터 (2010년~2023년)                                                                  |

## 영구 결번
| 번호        | 이름      | 포지션 | 활동 기간     | 비고                                                                    |
| ----------- | --------- | ------ | ------------- | ----------------------------------------------------------------------- |
| 올랜도 매직 |           |        |               |                                                                         |
| 6           | 더 팬     | 빈칸   | 빈칸          | 올랜도 매직 팬들을 위해서 결번시킴. 패트릭 유잉 (2001년~2002년) 착용함. |
| 6           | 빌 러셀   | 센터   | 빈칸          | NBA 최초로 전 구단 영구결번됨.                                          |
| 32          | 샤킬 오닐 | 센터   | 1992년~1996년 | 빈칸                                                                    |

## 올랜도 매직 명예의전당
2014년 올랜도 매직은 팀과 지역사회에 큰 영향을 미친 선수, 코치, 임원을 기리는 팀 명예의 전당을 출범시켰다.
| 번호                   | 이름                | 포지션        | 활동 기간                   | 헌액된 연도 |
| ---------------------- | ------------------- | ------------- | --------------------------- | ----------- |
| 올랜도 매직 명예의전당 |                     |               |                             |             |
| 25                     | 닉 앤더슨           | 가드          | 1989년~1999년               | 2014년      |
| 32                     | 샤킬 오닐           | 센터          | 1992년~1996년               | 2015년      |
| 1                      | 앤퍼니 하더웨이     | 가드          | 1993년~1999년               | 2017년      |
| 1                      | 트레이시 맥그레이디 | 가드/포워드   | 2000년~2004년               | 2018년      |
| 10                     | 대럴 암스트롱       | 가드          | 1995년~2003년               | 2020년      |
| 3                      | 데니스 스캇         | 포워드        | 1990년~1997년               | 2023년      |
| 12                     | 드와이트 하워드     | 센터          | 2004년~2015년               | 2025년      |
| 빈칸                   | 팻 월리암스         | 공동설립자    | 1988년~2024년               | 2014년      |
| 빈칸                   | 리처드 디보스       | 오너          | 1991년~2018년               | 2016년      |
| 빈칸                   | 짐 휴잇             | 설립자        | 빈칸                        | 2017년      |
| 빈칸                   | 데이비드 스틸       | 장내 아나운서 | 1989년~현재                 | 2019년      |
| 빈칸                   | 브라이언 힐         | 감독          | 1993년~1997년 2005년~2007년 | 2022년      |
| 빈칸                   | 존 가브리엘         | 단장          | 1996년~2004년               | 2022년      |

## 라이벌
- 마이애미 히트
- 애틀랜타 호크스

## 같이 보기
- 올랜도 미러클 (WNBA)
- 오세올라 매직 (NBA G 리그)